# Descubrimientos de pies humanos en el Mar de los Salish

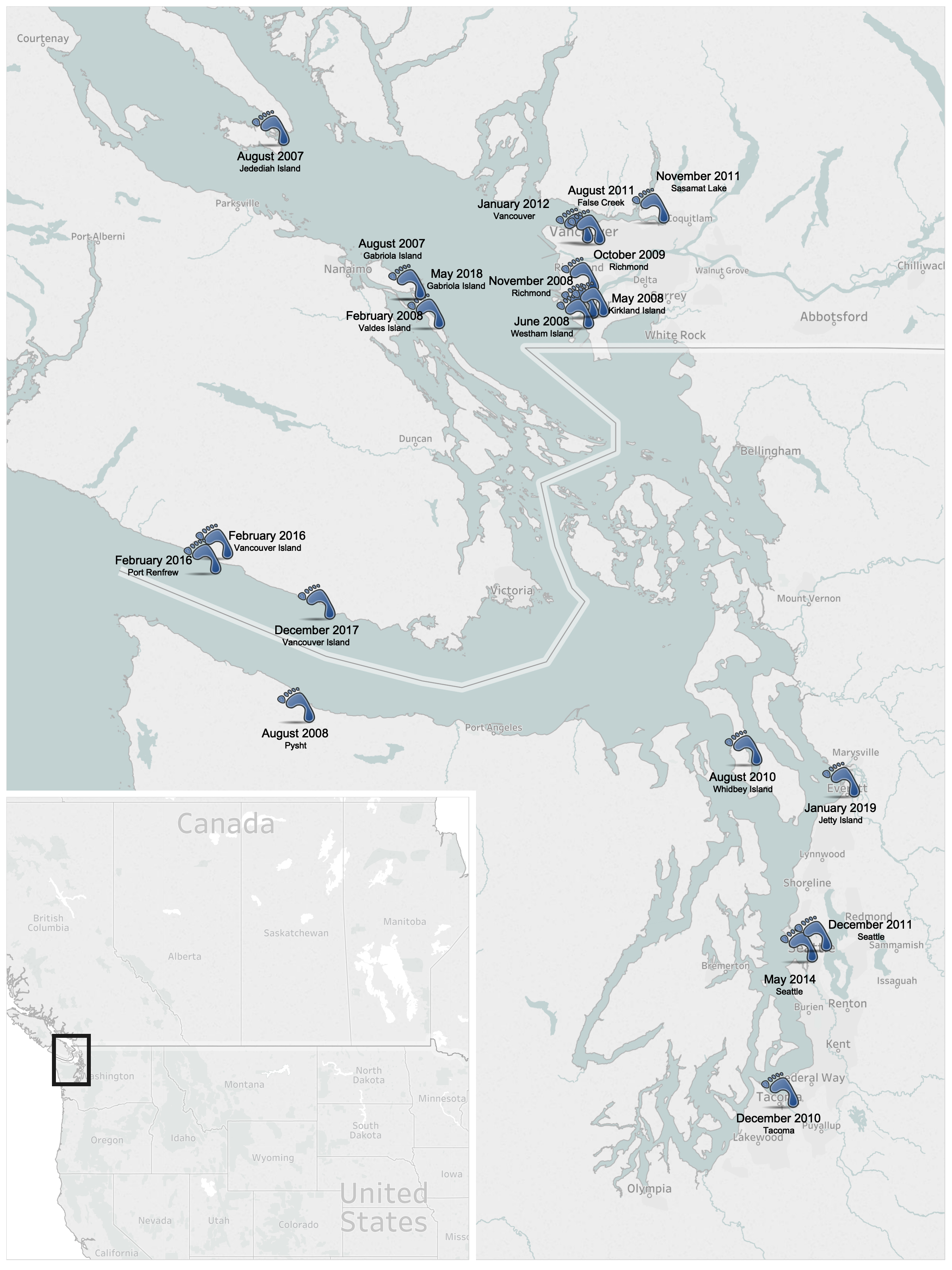
Ubicaciones de los descubrimientos de los pies en el mar de los Salish hasta el 3 de enero de 2019.

Desde el 20 de agosto de 2007, se han encontrado al menos 20 pies humanos amputados en las costas del mar de los Salish en la Columbia Británica (Canadá) y en el estado de Washington (Estados Unidos). El primer descubrimiento, el 20 de agosto de 2007, fue en la isla de Jedediah en la Columbia Británica. Los pies han sido descubiertos en las costas de las islas de la Columbia Británica, y en las ciudades estadounidenses de Tacoma y Seattle. 
En Canadá, el Servicio Forense de la Columbia Británica dijo en diciembre de 2017 que las autoridades habían descartado el juego sucio en todas las investigaciones y que los pies procedían de personas que habían muerto en accidentes o por suicidio, y que los pies se habían desprendido durante el proceso normal de descomposición.
Los pies se encontraban normalmente dentro de zapatillas de deporte, que el forense pensó que eran las responsables tanto de mantener los pies lo suficientemente en flotación como para poder llegar a la orilla, como de darles la suficiente protección contra la descomposición como para que se encontraran relativamente intactos. Antes de la reciente aparición de los pies en la orilla, hubo casos anteriores que se remontan a más de un siglo, como una pierna en una bota que fue encontrada en una playa de Vancouver en 1887. El descubrimiento más reciente fue el 1 de enero de 2019, cuando la gente de Jetty Island en Everett, Washington, llamó a la policía para informar de una bota con un pie humano dentro, la cual el forense pudo relacionar como perteneciente a Antonio Neill, desaparecido desde el 12 de diciembre de 2016.

## Descubrimientos
Estos descubrimientos de pies no son los primeros en la costa de la Columbia Británica. Uno fue encontrado en Vancouver en 1887, lo que llevó al lugar del descubrimiento a llamarse La plaza de la Pierna en la Bota. El 30 de julio de 1914, The Vancouver Sun informó que unos recién llegados de Kimsquit informaron que se habían encontrado una pierna humana metida en una bota alta en una playa cerca de la desembocadura del río Salmon (el nombre entonces del río Dean cerca de Kimsquit, cercano a la cabecera del Canal Dean). Se pensaba que los restos eran de un hombre que se había ahogado en el río el verano anterior.
A partir de septiembre de 2018, se han encontrado 15 pies en la provincia canadiense de la Columbia Británica entre 2007–2018, y cinco en el estado estadounidense de Washington. Los pies incluyen varios pares coincidentes. 
En la Columbia Británica, 13 de los 15 pies han sido identificados; el último fue un pie izquierdo encontrado en la orilla de una playa rocosa en West Vancouver, Columbia Británica, en septiembre de 2018 y a través de un análisis de ADN fue relacionado con un hombre que desapareció a principios de ese año. Los dos pies no identificados encontrados en febrero de 2016 llegaron a la orilla de la playa Botánica en la costa oeste de la isla de Vancouver (adyacente al Estrecho de Juan de Fuca).
En los Estados Unidos, uno de estos pares pertenecía a una mujer que saltó de un puente. De los otros dos pies estadounidenses identificados, uno pertenecía a un pescador desaparecido y el otro a un hombre deprimido que probablemente se suicidó. Su identidad fue ocultada a petición de su familia. 
Después de que se descubriera el quinto pie de los veinte, la historia empezó a recibir una mayor atención de los medios de comunicación internacionales. Con grandes titulares de periódicos como el Melbourne Herald Sun, The Guardian y el Cape Times de Sudáfrica, la historia suscitó muchas especulaciones sobre la causa del misterio, originadas por la "fascinación morbosa" por este tipo de temas, según declaró un científico que identifica restos de víctimas. En su programa de entrevistas de la noche, David Letterman interrogó a dos miembros del público canadiense sobre el misterio.
Otro pie aparentemente humano, descubierto el 18 de junio de 2008, en Tyee Spit cerca del río Campbell en la isla de Vancouver, fue un engaño. El engaño era una "pata de animal esqueletizada" que se había colocado en un calcetín y un zapato y luego se había rellenado con algas secas. La Real Policía Montada del Canadá inició una investigación sobre el engaño y se pudo hacer un arresto por cargos de vandalismo. [actualizar]
Después de que el undécimo pie fuera encontrado el 31 de agosto de 2011 en Vancouver, varias zapatillas que contenían lo que la policía sospechaba que era carne de algún animal fueron encontradas en Oak Beach, Columbia Británica.

## Listado de descubrimientos
| #  | Fecha                   | Localización                          | Detalles | Coordenadas                                                       |
| -- | ----------------------- | ------------------------------------- | --- | ----------------------------------------------------------------- |
| 1  | 20 de agosto de 2007    | Isla Jedediah, Columbia Británica     | Una chica que estaba de visita en Washington se encontró una zapatilla Adidas de la talla 12 y cuando sacó el calcetín encontró el pie derecho de un hombre. Se cree que se desarticuló debido a la descomposición por estar sumergido. Este tipo de zapato había sido fabricado en 2003 y distribuido principalmente en la India. El pie derecho de un hombre; talla 12 de zapatillas de malla blanca y azul. Los restos fueron identificados como los de un hombre desaparecido que sufría de depresión. | 49°29′55″N 124°12′15″O / 49.49861, -124.20417                     |
| 2  | 26 de agosto de 2007    | Isla Gabriola, Columbia Británica     | El pie derecho de un hombre, descubierto por una pareja, también desarticulado debido a la descomposición. Estaba saturado de agua y parecía haber sido llevado a tierra por un animal. Probablemente flotó hasta la costa desde el sur. La zapatilla, una Reebok blanca talla 12, se fabricó en 2004 y se vendió en todo el mundo, pero principalmente en América del Norte, y el tipo se dejó de fabricar desde entonces. | 49°09′00″N 123°43′59″O / 49.15, -123.733                          |
| 3  | 2 de febrero de 2008    | Isla Valdés, Columbia Británica       | Un pie derecho en una Nike talla 11. Los restos fueron identificados como de un hombre de 21 años de edad de Surrey cuya desaparición había sido denunciada cuatro años antes y cuya muerte se considera "no sospechosa", lo que indica una desgracia o un suicidio. Este tipo de zapato se vendió en Canadá y los Estados Unidos entre el 1 de febrero y el 30 de junio de 2003. Se ha confirmado que el pie derecho encontrado el 8 de febrero en la Isla Valdés y el pie izquierdo encontrado el 16 de junio en la Isla Westham pertenecían al mismo joven.                                                                                                 | 49°05′00″N 123°40′00″O / 49.083333, -123.666667                   |
| 4  | 22 de mayo de 2008      | Isla Kirkland, Columbia Británica     | Pie derecho de una mujer; zapatilla New Balance azul y blanca. Este pie fue descubierto en una isla en el Delta del Fraser entre Richmond y Delta, Columbia Británica. También estaba dentro de un calcetín y de una zapatilla. Se cree que fue arrastrado por el río Fraser, sin tener nada que ver con los encontrados en las Islas del Golfo. El zapato era una zapatilla New Balance fabricada en 1999. En 2011, la cuarta zapatilla encontrada en la isla de Kirkland fue identificada como parte de un par de zapatillas New Balance azules y blancas pertenecientes a una mujer que saltó desde el puente Pattullo en New Westminster en abril de 2004. | 49°06′39″N 123°05′44″O / 49.110905, -123.095627                   |
| 5  | 16 de junio de 2008     | Isla Westham, Columbia Británica      | El pie izquierdo de un hombre fue encontrado por dos excursionistas el 16 de junio flotando en el agua en Delta. Se ha confirmado que el pie izquierdo encontrado el 16 de junio en la isla de Westham y el pie derecho encontrado el 8 de febrero en la isla de Valdés pertenecían al mismo hombre. | 49°05′00″N 123°09′00″O / 49.083333, -123.15                       |
| 6  | 1 de agosto de 2008     | Near Pysht, Washington                | Un campista en una playa encontró un pie derecho dentro de una zapatilla negra de hombre y de la talla 11. Estaba cubierta de algas. El sitio del descubrimiento estaba a menos de 16 kilómetros de la frontera internacional en el Estrecho de Juan de Fuca. La prueba genética confirmó que el pie era humano. La policía dijo que la zapatilla negra grande, talla 11 y de un pie derecho contenía huesos y carne. Este fue el primer pie de la serie que se encontró fuera de la Columbia Británica. La RCMP y el Departamento del Sheriff del Condado de Clallam pensaban que el pie podría haber sido llevado al sur desde aguas canadienses.            | 48°11′00″N 124°07′00″O / 48.183333, -124.116667                   |
| 7  | 11 de noviembre de 2008 | Richmond, Columbia Británica          | El pie izquierdo de una mujer que fue identificada pero que a petición de la familia no se publicó su identidad, se encontró en una zapatilla que flotaba en el río Fraser en Richmond. Fue descrita como una pequeña zapatilla New Balance, posiblemente femenina. Un análisis forense del perfil de ADN indicó que había una coincidencia genética con el pie descubierto el 22 de mayo en la isla de Kirklan. | 49°06′29″N 123°07′55″O / 49.108, -123.132 (aproximadamente)       |
| 8  | 27 de octubre de 2009   | Richmond, Columbia Británica          | Un pie derecho talla 8½ dentro de una zapatilla de deporte Nike en una playa de Richmond. Los restos fueron identificados como de un hombre del área de Vancouver que fue reportado como desaparecido en enero de 2008. | 49°10′00″N 123°08′00″O / 49.166667, -123.133333 (aproximadamente) |
| 9  | 27 de agosto de 2010    | Isla Whidbey Washington               | El pie derecho de una mujer o un niño sin zapato o calcetín. Se determinó que este pie estuvo en el agua durante dos meses. El detective Ed Wallace de la oficina del Sheriff del condado de Island emitió una declaración diciendo que al pie se le haría un análisis de ADN. Sin embargo, no se encontró ninguna coincidencia en la base de datos nacional de ADN | 48°05′00″N 122°34′00″O / 48.083333, -122.566667                   |
| 10 | 5 de diciembre de 2010  | Tacoma, Washington                    | Encontrado en las marismas. "El pie derecho aún estaba dentro de la bota de senderismo 'Ozark Trail' talla 6 infantil, y probablemente pertenecía a un joven o a un adulto de talla pequeña", dijo el portavoz de la policía Mark Fulghum en Tacoma, a unos 40 kilómetros al sur de Seattle y 225 kilómetros al sur de Vancouver. | 47°17′10″N 122°26′28″O / 47.286, -122.441 (aproximadamente)       |
| 11 | 30 de agosto de 2011    | False Creek, Columbia Británica       | Se encontró un pie dentro de una zapatilla de deporte de talla 9 blanca y azul, el pie era de un hombre, se encontró flotando junto al puerto deportivo de la Plaza de las Naciones, unido a los huesos inferiores de la pierna. Se había desarticulado naturalmente de la rodilla debido a la descomposición en el agua. Sexo desconocido. | 49°16′30″N 123°06′36″O / 49.275, -123.110                         |
| 12 | 4 de noviembre de 2011  | Sasamat Lake, Columbia Británica      | El pie derecho de un hombre dentro de una bota de senderismo tamaño 12 fue descubierto por un grupo de campistas en una charca de agua dulce en el lago Sasamat cerca de Port Moody. En enero de 2012, este pie fue identificado por el Servicio Forense de la Columbia Británica como el de Stefan Zahorujko, un pescador local que desapareció en 1987. La policía cree que el pie se separó naturalmente del cuerpo y no se sospecha de juego sucio. | 49°19′23″N 122°53′20″O / 49.323, -122.889                         |
| 13 | 10 de diciembre de 2011 | Lago Union, Seattle, Washington       | Hueso de la pierna y el pie humanos en una bolsa de plástico negro bajo el puente del Canal de Navegación. El 2 de enero de 2012, el médico que examinó los restos no encontró la causa de la muerte ni se pudo identificador el cuerpo. | 47°39′07″N 122°19′23″O / 47.652, -122.323                         |
| 14 | 26 de enero de 2012     | Vancouver, Columbia Británica         | El 26 de enero de 2012, los restos de "lo que parecen ser huesos humanos dentro de una bota" fueron encontrados en la arena a lo largo de la línea de agua en el parque para perros cerca del Museo Marítimo al pie de la calle Arbutus, en Vancouver. | 49°16′41″N 123°09′04″O / 49.278, -123.151                         |
| 15 | 6 de mayo de 2014       | Seattle, Washington                   | Se encontró un pie humano dentro de una zapatilla blanca New Balance en la costa del Parque Centennial cerca de la terminal de granos del Muelle 86. La zapatilla de deporte New Balance modelo 622 era blanca con ribete azul, talla de hombre 10½. Este modelo de zapato estuvo a la venta por primera vez en abril de 2008. Por una foto inicial de las noticias, parece ser un pie izquierdo. | 47°37′34″N 122°22′23″O / 47.626, -122.373                         |
| 16 | 7 de febrero de 2016    | Isla de Vancouver, Columbia Británica | Los excursionistas de la Playa Botánica, cerca de Port Renfrew en la Isla de Vancouver, encontraron un pie dentro de un calcetín y una zapatilla deportiva. | 48°31′48″N 124°26′42″O / 48.530, -124.445                         |
| 17 | 12 de febrero de 2016   | Isla de Vancouver, Columbia Británica | Un pie fue arrastrado por la corriente hasta cerca de Port Renfrew en la isla de Vancouver. El servicio forense de la Columbia Británica dijo que coincidía con otro encontrado allí cinco días antes. | 48°31′48″N 124°26′42″O / 48.530, -124.445 (aproximadamente)       |
| 18 | 8 de diciembre de 2017  | Isla de Vancouver, Columbia Británica | Un zapato atado con cordones y restos de un pie dentro se encontró en el cercano asentamiento del río Jordán en la isla de Vancouver. | 48°25′14″N 124°02′41″O / 48.420572, -124.044690                   |
| 19 | 6 de mayo de 2018       | Isla Gabriola, Columbia Británica     | Poco después del mediodía del domingo 6 de mayo, un hombre que caminaba por la costa de la isla Gabriola se encontró con una bota de senderismo, con un pie humano dentro, encajado y atascado. | 49°09′00″N 123°43′59″O / 49.15, -123.733                          |
| 20 | Septiembre de 2018      | West Vancouver, Columbia Británica    | Se encontró un pie dentro de una zapatilla Nike Free RN gris claro en la orilla cerca del punto de acceso a la playa de la calle 30 en West Vancouver. El zapato de talla 9,5 había sido fabricado entre el 1 de febrero y el 17 de abril de 2017. Se cree que había sido usado por un hombre y tenía un calcetín azul. Se cree que la víctima tenía menos de 50 años. |                                                                   |
| 21 | 1 de enero de 2019      | Isla Jetty, Everett, Washington       | Se encontró un pie en una bota, luego relacionado por ADN con Antonio Neill, desaparecido desde el 12 de diciembre de 2016. | 48°00′37″N 122°13′38″O / 48.0104, -122.2272                       |

## Explicaciones propuestas
La serie de descubrimientos ha sido calificada de "asombrosa" y "casi sin explicación", ya que no han aparecido otras partes de los cuerpos. Los primeros descubrimientos provocaron la especulación de que los pies podrían ser los de personas que murieron en un accidente de barco o en un accidente de avión en el océano. Una explicación es que algunos de los pies son los de cuatro hombres que murieron en un accidente de avión cerca de la isla de Quadra en 2005 y cuyos cuerpos no se han recuperado, aunque se determinó que uno de los pies era de una mujer. También se ha sugerido la existencia de juego sucio, aunque ninguno de los primeros cuatro pies presentaba marcas de herramientas.
Determinar el origen de los pies es complicado porque las corrientes oceánicas pueden transportar elementos flotantes a largas distancias, y porque las corrientes en el Estrecho de Georgia son impredecibles. Un pie puede flotar hasta 1600 km. Además, los pies humanos tienden a producir adipocira (una sustancia similar al jabón que se forma en ciertos cadáveres a partir de la grasa corporal), lo que dificulta que los científicos forenses encuentren pistas. En condiciones óptimas, un cadáver humano puede permanecer intacto en el agua sin descoyuntarse hasta tres años, lo que significa que los pies pueden haber estado flotando durante años.
Otra teoría bastante popular al principio fue que los pies podrían pertenecer a personas que murieron en el tsunami del sureste asiático del 26 de diciembre de 2004. El escritor de Richmond Shane Lambert dijo que muchos de los zapatos encontrados fueron fabricados y vendidos en 2004 o antes, y que podría haber otras fuentes para los zapatos o múltiples fuentes. Además de las fechas de fabricación de los zapatos, Lambert dijo que las corrientes oceánicas y sus tendencias de desplazamiento hacia el norte podrían haber arrastrado los pies hasta el Océano Pacífico desde la región que fue azotada por el tsunami de 2004.
Se identificó uno de los pies como perteneciente a un hombre que estaba deprimido y se creía que se había suicidado. Otros dos pies fueron identificados como pertenecientes a una mujer que se suicidó saltando desde el puente Pattullo en New Westminster, Columbia Británica, en 2004. Esto sugiere que los pies podrían pertenecer en muchos casos a otras personas suicidas que saltaron desde puentes.

## Nivel de rareza
La descomposición puede separar el pie del cuerpo porque el tobillo es relativamente débil, y la flotabilidad causada por el aire, ya sea fuera o atrapado dentro de un zapato, le permitiría flotar. Según la entomóloga de la Universidad Simon Fraser, Gail Anderson, las extremidades como las manos, los pies y la cabeza a menudo se desprenden cuando el cuerpo se descompone en el agua, aunque rara vez flotan.
Sin embargo, encontrar los pies y no el resto de los cuerpos se ha considerado inusual. Encontrar dos pies tiene una "probabilidad de un millón a uno" y por lo tanto se ha descrito como "una anomalía". El hallazgo del tercer pie fue la primera vez que tres descubrimientos de este tipo ocurrieron tan cerca uno del otro. El cuarto descubrimiento causó ya especulaciones sobre la interferencia humana y, estadísticamente, fue calificado como "curioso".

## En la cultura popular
La novela de 2020 Crooked River de Douglas Preston y Lincoln Child comienza con unos pies cortados encontrados en una playa, inspirándose en este caso.
El episodio "Los pies en la playa" de la serie televisiva estadounidense "Bones" emitido el 7 de abril de 2011, trata del descubrimiento de ocho pares de pies desmembrados en la frontera entre EE. UU. y Canadá.